# Archelaos II z Komany
Archelaos II (gr.  Αρχέλαος, Archélaos) (zm. po 47 p.n.e.) – arcykapłan bogini (Enyo-Ma) w Komanie (pontyjskiej) w latach 55-47 p.n.e. Syn i następca arcykapłana bogini w Komanie Archelaosa I oraz jego pierwszej nieznanej z imienia żony.
W r. 51 p.n.e., kiedy Cyceron był prokonsulem Cylicji, Archelaos popierał zaburzenia w Kapadocji, wspierając je pieniędzmi oraz gromadząc swe stronnictwo, które było przeciwne władzy tutejszego króla Ariobarzanesa II Filopatora. Cyceron zmusił Archelaosa do opuszczenia Kapadocji oraz umożliwił, żeby Ariobarzanes II utrzymał swą władzę nad nią. W r. 47 p.n.e. Gajusz Juliusz Cezar, wódz rzymski, po ukończeniu wojny w Egipcie, odebrał Archelaosowi urząd arcykapłana w Komanie i przekazał Likomedesowi.
Archelaos z żoną Glafirą miał jednego syna Archelaosa, którego od miejsca urodzenia nazywano Sisinesem. W r. 36 p.n.e. został on królem Kapadocji, jako Archelaos I Filopatris Ktistes Soter.